# Coupe de France de cyclisme sur route 2021
Navigation
Coupe de France 2020 Coupe de France 2022
La Coupe de France de cyclisme sur route 2021 est la 30e édition de la Coupe de France de cyclisme sur route. Elle débute le 31 janvier avec le Grand Prix d'ouverture La Marseillaise et se termine le 3 octobre avec le Tour de Vendée. On retrouve les 16 manches prévues initialement lors de l'édition précédente.
Comme pour l'édition précédente, le calendrier de cette année est fortement altéré par la pandémie de Covid-19, provoquant plusieurs reports d'épreuves.

## Attribution des points

### Classements individuels
Comme depuis 2018, tous les coureurs peuvent marquer des points. Le classement général s'établit par l'addition des points ainsi obtenus. Les coureurs de moins de 25 ans concourent pour le classement du meilleur jeune.
| Position | 1er | 2e | 3e | 4e | 5e | 6e | 7e | 8e | 9e | 10e | 11e | 12e | 13e | 14e | 15e |
| Points   | 50  | 35 | 25 | 20 | 18 | 16 | 14 | 12 | 10 | 8   | 6   | 5   | 3   | 3   | 3   |

### Classement par équipes
Le classement par équipes est établi de la manière suivante. Lors de chaque course, on additionne les places des trois premiers coureurs de chaque équipe. L'équipe avec le total le plus faible reçoit 12 points au classement des équipes, la deuxième équipe en reçoit neuf, la troisième équipe en reçoit huit et ainsi de suite jusqu'à la neuvième équipe qui marque deux points. Seules les équipes françaises marquent des points.
| Position | 1re | 2e | 3e | 4e | 5e | 6e | 7e | 8e | 9e |
| Points   | 12  | 9  | 8  | 7  | 6  | 5  | 4  | 3  | 2  |

## Calendrier initial
Lors de sa présentation en début de saison, le calendrier était le suivant :
| #  | Date         | Course                     | Notes                   |
| -- | ------------ | -------------------------- | ----------------------- |
| 01 | 31 janvier   | Grand Prix La Marseillaise |                         |
| 02 | 18 mars      | Grand Prix de Denain       | Reporté au 21 septembre |
| 03 | 27 mars      | Classic Loire-Atlantique   | Reporté au 2 octobre    |
| 04 | 28 mars      | Cholet-Pays de la Loire    |                         |
| 05 | 2 avril      | Route Adélie de Vitré      | Reporté au 1er octobre  |
| 06 | 4 avril      | Roue tourangelle           |                         |
| 07 | 13 avril     | Paris-Camembert            | Reporté au 15 juin      |
| 08 | 15 mai       | Grand Prix du Morbihan     | Reporté au 16 octobre,  |
| 09 | 16 mai       | Tro Bro Leon               |                         |
| 10 | 22 mai       | Tour du Finistère          |                         |
| 11 | 23 mai       | Boucles de l'Aulne         | Reporté au 17 octobre   |
| 12 | 15 août      | Polynormande               |                         |
| 13 | 5 septembre  | Tour du Doubs              |                         |
| 14 | 12 septembre | Grand Prix de Fourmies     |                         |
| 15 | 19 septembre | Grand Prix d'Isbergues     |                         |
| 16 | 3 octobre    | Tour de Vendée             | Reporté au 9 octobre    |

## Résultats
| #  | Date         | Course                            | Vainqueur              | Équipe                   | Leader du classement individuel | Leader du classement des jeunes | Leader du classement par équipes |
| -- | ------------ | --------------------------------- | ---------------------- | ------------------------ | ------------------------------- | ------------------------------- | -------------------------------- |
| 01 | 31 janvier   | Grand Prix La Marseillaise (2021) | Aurélien Paret-Peintre | AG2R Citroën             | Aurélien Paret-Peintre          | Aurélien Paret-Peintre          | AG2R Citroën                     |
| 02 | 28 mars      | Cholet-Pays de la Loire (2021)    | Elia Viviani           | Cofidis                  | Elia Viviani                    | Aurélien Paret-Peintre          | AG2R Citroën                     |
| 03 | 4 avril      | Roue tourangelle (2021)           | Arnaud Démare          | Groupama-FDJ             | Arnaud Démare                   | Aurélien Paret-Peintre          | AG2R Citroën                     |
| 04 | 16 mai       | Tro Bro Leon (2021)               | Connor Swift           | Arkéa-Samsic             | Connor Swift                    | Aurélien Paret-Peintre          | Arkéa-Samsic                     |
| 05 | 22 mai       | Tour du Finistère (2021)          | Benoît Cosnefroy       | AG2R Citroën             | Benoît Cosnefroy                | Aurélien Paret-Peintre          | AG2R Citroën                     |
| 06 | 15 juin      | Paris-Camembert (2021)            | Dorian Godon           | AG2R Citroën             | Dorian Godon                    | Dorian Godon                    | AG2R Citroën                     |
| 07 | 15 août      | Polynormande (2021)               | Valentin Madouas       | Groupama-FDJ             | Dorian Godon                    | Dorian Godon                    | AG2R Citroën                     |
| 08 | 5 septembre  | Tour du Doubs (2021)              | Dorian Godon           | AG2R Citroën             | Dorian Godon                    | Dorian Godon                    | AG2R Citroën                     |
| 09 | 12 septembre | Grand Prix de Fourmies (2021)     | Elia Viviani           | Cofidis                  | Dorian Godon                    | Dorian Godon                    | AG2R Citroën                     |
| 10 | 19 septembre | Grand Prix d'Isbergues (2021)     | Elia Viviani           | Cofidis                  | Elia Viviani                    | Dorian Godon                    | AG2R Citroën                     |
| 11 | 21 septembre | Grand Prix de Denain (2021)       | Jasper Philipsen       | Alpecin-Fenix            | Elia Viviani                    | Dorian Godon                    | AG2R Citroën                     |
| 12 | 1er octobre  | Route Adélie de Vitré (2021)      | Arvid de Kleijn        | Rally                    | Elia Viviani                    | Dorian Godon                    | AG2R Citroën                     |
| 13 | 2 octobre    | Classic Loire-Atlantique (2021)   | Alan Riou              | Arkéa-Samsic             | Dorian Godon                    | Dorian Godon                    | AG2R Citroën                     |
| 14 | 9 octobre    | Tour de Vendée (2021)             | Bram Welten            | Arkéa-Samsic             | Dorian Godon                    | Dorian Godon                    | AG2R Citroën                     |
| 15 | 16 octobre   | Grand Prix du Morbihan (2021)     | Arne Marit             | Sport Vlaanderen-Baloise | Dorian Godon                    | Dorian Godon                    | AG2R Citroën                     |
| 16 | 17 octobre   | Boucles de l'Aulne (2021)         | Stan Dewulf            | AG2R Citroën             | Dorian Godon                    | Dorian Godon                    | AG2R Citroën                     |

## Classements finals
| #  | Coureur             | Équipe                             | Pts |
| -- | ------------------- | ---------------------------------- | --- |
| 1  | Dorian Godon        | AG2R Citroën                       | 191 |
| 2  | Elia Viviani        | Cofidis                            | 175 |
| 3  | Valentin Madouas    | Groupama-FDJ                       | 138 |
| 4  | Bram Welten         | Arkéa-Samsic                       | 105 |
| 5  | Benoît Cosnefroy    | AG2R Citroën                       | 90  |
| 6  | Arnaud Démare       | Groupama-FDJ                       | 84  |
| 7  | Pierre-Luc Périchon | Cofidis                            | 77  |
| 8  | Biniam Girmay       | Intermarché-Wanty-Gobert Matériaux | 74  |
| 9  | Jason Tesson        | Saint Michel-Auber 93              | 69  |
| 10 | Baptiste Planckaert | Intermarché-Wanty-Gobert Matériaux | 69  |

| #  | Coureur                | Équipe                             | Pts |
| -- | ---------------------- | ---------------------------------- | --- |
| 1  | Dorian Godon           | AG2R Citroën                       | 191 |
| 2  | Valentin Madouas       | Groupama-FDJ                       | 138 |
| 3  | Bram Welten            | Arkéa-Samsic                       | 105 |
| 4  | Biniam Girmay          | Intermarché-Wanty-Gobert Matériaux | 74  |
| 5  | Jason Tesson           | Saint Michel-Auber 93              | 69  |
| 6  | Stan Dewulf            | AG2R Citroën                       | 50  |
| 7  | Alan Riou              | Arkéa-Samsic                       | 50  |
| 8  | Aurélien Paret-Peintre | AG2R Citroën                       | 50  |
| 9  | Arne Marit             | Sport Vlaanderen-Baloise           | 50  |
| 10 | Jasper Philipsen       | Alpecin-Fenix                      | 50  |

| # | Équipe                          | Pts |
| - | ------------------------------- | --- |
| 1 | AG2R Citroën                    | 146 |
| 2 | Arkéa-Samsic                    | 129 |
| 3 | Cofidis                         | 113 |
| 4 | TotalEnergies                   | 104 |
| 5 | B&B Hotels p/b KTM              | 95  |
| 6 | Groupama-FDJ                    | 93  |
| 7 | Saint Michel-Auber 93           | 67  |
| 8 | Xelliss-Roubaix Lille Métropole | 61  |
| 9 | Delko                           | 55  |